# 羅漪文

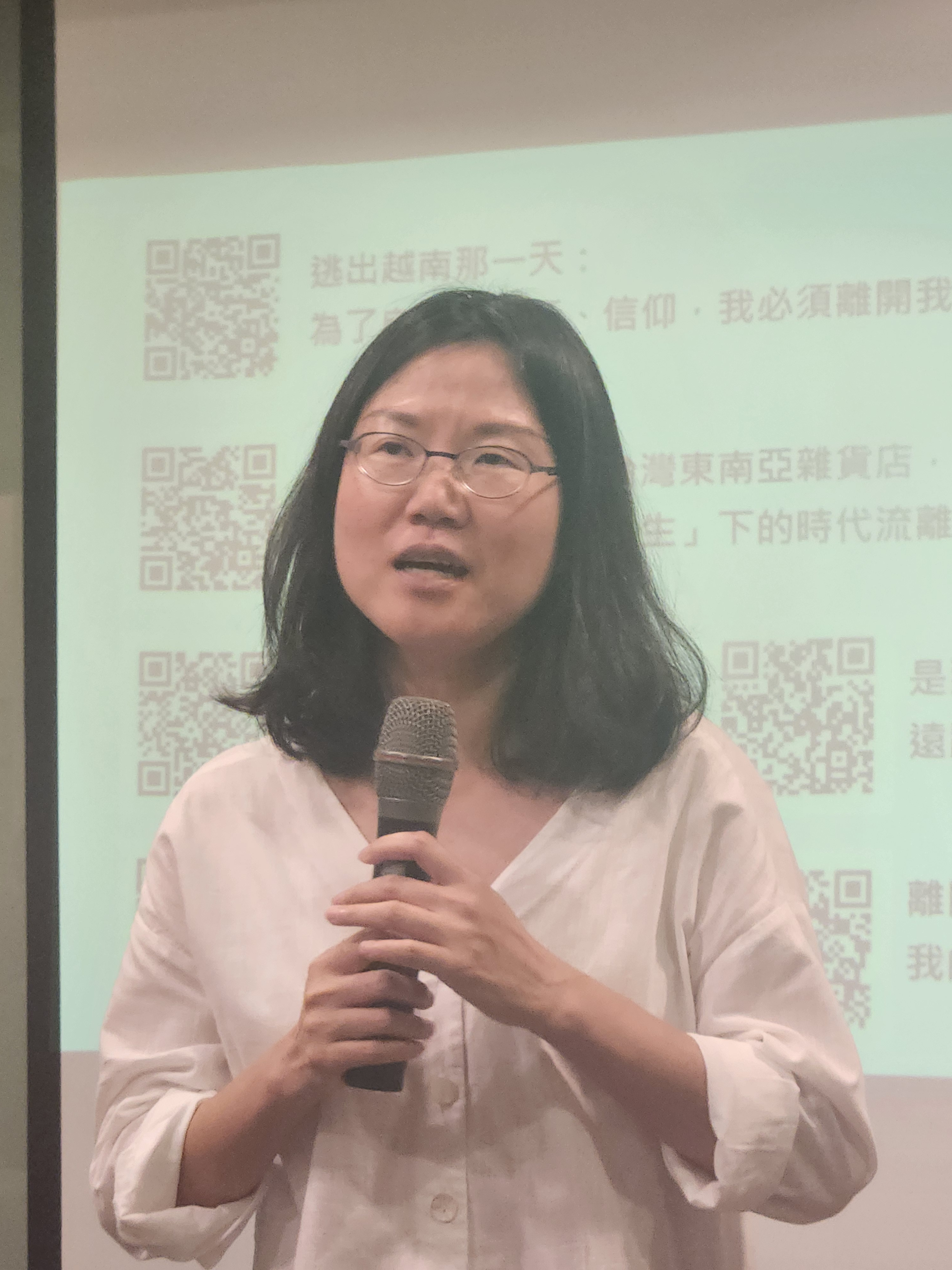
在臺北市書香花園餐廳二樓參與越南戰爭結束五十週年論壇的羅漪文

羅漪文（1978年—），臺灣作家及學者，目前任職於國立清華大學中國文學系。

## 經歷
羅漪文出生於越南胡志明市。1991年移民到臺灣臺北市。羅漪文為國立清華大學中國文學系博士，目前是同校的兼任助理教授。此外，他還曾經擔任《四方報》越南語版編輯。
2023年，羅漪文以《我當司法通譯的日子》著作獲得第24屆臺北文學獎散文首獎。

## 外部連結
- 羅漪文 - 中國文學系 - 國立清華大學